# Еланский, Геннадий Николаевич
Геннадий Николаевич Еланский (7 апреля 1937 — 22 июня 2021) — советский и российский учёный-металлург, организатор высшего образования, ректор Московского государственного вечернего металлургического института с 1989 по 2007 год. Доктор технических наук, профессор кафедры «Технологии и оборудование металлургических процессов» Московского политехнического университета.

## Биография
Родился 4 апреля 1937 года.
После окончания в 1959 году с отличием Московского института стали и до поступления в 1963 году в очную аспирантуру Московского вечернего металлургического института (МВМИ) работал мастером и начальником смены мартеновского цеха одного из предприятий в Горьком. После защиты кандидатской диссертации в 1965 году работал на кафедре металлургии стали ассистентом, доцентом и продолжает активную научную деятельность в сотрудничестве с рядом металлургических предприятий страны. Результатом его исследований стала успешная защита в 1983 году докторской диссертации. В 1985 году ему было присвоено учёное звание профессора.
В 1987 году Г. Н. Еланский был назначен проректором по научной работе МВМИ, а в 1989 году был избран ректором МВМИ, сменив на этом посту своего научного руководителя В. А. Кудрина. В 1993 году избран заведующим кафедрой металлургии стали МВМИ, сменив В. А. Кудрина и на этом посту.
В 2007 году передал пост ректора МГВМИ А. Б. Коростелёву. В настоящее время — профессор кафедры «Технологии и оборудование металлургических процессов» Московского политехнического университета, поглотившего МГВМИ.
Умер 22 июня 2021 года. Похоронен на Введенском кладбище.

## Научная и педагогическая деятельность
Г. Н. Еланский является одним из создателей нового научного направления — совершенствования технологии выплавки и внепечной обработки стали с целью повышения её качества на основе информации о строении и свойствах металлических расплавов. При его личном участии и под его научным руководством исследованы строение и свойства расплавленного железа и его жидких сплавов с углеродом и никелем, а также расплавленной стали. Результаты фундаментальных исследований металлических расплавов положены в основу совершенствования технологии выплавки и внепечной обработки стали. Прикладное значение исследований заключается во внедрении технологии выплавки стали в мартеновских печах с оптимальными температурным режимом и режимом окисления углерода, рациональной технологии внепечной обработки стали инертным газом, технологии плавки стали в большегрузных дуговых печах, исключающей неконтролируемые вскипания ванны и выбросы металла.
Г. Н. Еланский — автор более 130 научных и учебно-методических работ, в том числе монографии, учебного пособия, 15 авторских свидетельств. Под его руководством многие аспираты защитили кандидатские диссертации. Являлся заместителем председателя экспертного совета ВАК России по металлургии и машиностроению, заместителем председателя Головного совета по металлургии Министерства общего и профессионального образования РФ, членом редколлегии журнала «Сталь», членом правления Ассоциации сталеплавильщиков России, членом диссертационных советов.
Являлся главным редактором трудов 13 и 14 конгресса Сталеплавильщиков.

## Основные работы
- Еланский Г. Н., Кудрин В. А. Строение и свойства жидкого металла. Технология плавки — качество стали. М.: Металлургия, 1984.
- Еланский Г. Н. Разливка и кристаллизация стали, М.: МГВМИ. 2010.
- Еланский Г. Н., Линчевский Б. В., Кальменев А. А. Основы производства и обработки металлов. М.: МГВМИ, 2005.
- Еланский Г. Н. Строение и свойства металлических расплавов. М.: Металлургия, 1991.
- Еланский Г. Н., Еланский Д. Г. Строение и свойства металлических расплавов. М.: МГВМИ, 2006.
- Еланский Г. Н. Сталь и Периодическая система элементов Д. И. Менделеева. М.: МГВМИ. 2012 г.